# Neoregelia
Neoregelia is een geslacht uit de bromeliafamilie.